# Chorlogín Čojbalsan
Chorlogín Čojbalsan (8. února 1895 – 26. ledna 1952 Moskva; mongolsky Хорлоогийн Чойбалсан) byl komunistický vůdce Mongolské lidové republiky od 30. let 20. století do své smrti v roce 1952.

## Život
Narodil se v rodině chudých aratů a byl dán na výchovu do buddhistického kláštera, odkud ve třinácti letech utekl a živil se jako noční hlídač. V roce 1912 odešel do Urgy, kde pracoval jako poslíček a přitom navštěvoval kurzy ruštiny, aby se mohl stát překladatelem. V roce 1914 odešel dokončit své studium do Irkutska, kde byl až do revoluce v roce 1917.
Únorová revoluce v Rusku a následné uchopení moci bolševiky v listopadu 1917 měly na mladého Čojbalsana veliký vliv. Brzo začal být politicky aktivní, vstoupil do revolučního kroužku a poté společně se Soliinem Danzanem a Damdinem Süchbátarem v Urze založil Mongolskou lidovou stranu (MLS), později přejmenovanou na Mongolskou lidovou revoluční stranu (MLRS). V létě 1920 byl v čele delegace, která přijela požádat Leninovu vládu o pomoc proti bělogvardějcům a japonským interventům. V listopadu téhož roku již organizoval s pomocí Moskvy lidovou revoluční armádu. Tím se počíná období sovětské nadvlády nad Mongolskem.
Po uchopení moci komunisty se stal v červenci 1921 členem vlády a současně zástupcem vrchního velitele Mongolské lidové revoluční armády. V letech 1923–1924 studoval Vojenskou akademii v Moskvě a po smrti Süchbátára se roku 1924 stal vrchním velitelem armády a v letech 1928–1930 předsedou Prezidia Malého churalu. Od roku 1930 pak byl postupně ministrem zahraničí, výživy a zemědělství a místopředsedou vlády. V roce 1939 se stal předsedou vlády a zúčastnil se sovětsko-japonské války jako velitel Mongolské lidové revoluční armády v hodnosti maršála. Zahraniční politiku své země zcela podřídil Stalinově vůli a z Mongolska učinil prakticky přívěsek Sovětského svazu.
Říkalo se mu „mongolský Stalin“. Mongolskou lidovou revoluční stranu vedl v letech 1939–1952, zároveň v těchto letech působil jako premiér Mongolska. Jeho vláda patří v dějinách Mongolska k jedné z nejkrutějších, od poloviny 30. let nechal vyvraždit mnoho lámů a zničit mnoho klášterů. K tomuto účelu sestavil speciální komisi, která mezi zářím 1937 a dubnem 1939 vynesla rozsudek nad 25 824 podezřelými, z nichž bylo 20 474 popraveno a 5343 vyhnáno nebo uvězněno. Byly prováděny masové represe proti potenciálním odpůrcům, zejména buddhistickým mnichům. Jen v letech 1937–1942 bylo zavražděno na 17 tisíc mnichů a zničeno 746 klášterů. Odpor proti násilné kolektivizaci byl zlomen až počátkem 30. let s pomocí sovětské NKVD. Čojbalsan nechal dle Stalinova vzoru vyvraždit starou revoluční gardu a poté provedl čistku v armádě, které padlo za oběť až 80 procent vyšších důstojníků. Celkový počet obětí mongolského diktátora se odhaduje na 100 tisíc lidí. Maršál Čojbalsan svůj vzor nepřežil, zemřel 26. ledna 1952 a byl balzamován v mauzoleu v Ulanbátaru.
Čojbalsan je jednou z nejdiskutovanějších osobností období mongolské revoluce. Na jedné straně je odsuzován za krutost, masové vraždy odpůrců a destrukci tradiční kultury, zároveň však bývá považován za hrdinu, který udržel státní samostatnost a nezávislost Mongolska, zatímco většina ostatních národů střední Asie, jako Ujgurové, Kyrgyzové, Turkmeni, Kazaši aj., byla připojena k Čínské lidové republice nebo k Sovětskému svazu.